# Шувалов, Лев Александрович
Лев Александрович Шувалов (15 ноября 1923 года — 6 декабря 2004 года) — советский и российский учёный-физик, специалист в области кристаллографии, лауреат премии имени Е. С. Фёдорова (1994).

## Биография
Родился 15 ноября 1923 года.
В 1941 году — ушел в армию и принимал участие в боевых действиях с начала июля 1942 года в составе 68 ОГМД СВГК в должности младшего пиротехника на установках гвардейских реактивных миномётов; участник боев под Москвой, Сталинградом и Курском, закончил войну под Прагой в звании гвардии старшины.
В 1946 году — сдав экстерном сдав экзамены за первый семестр, поступил на физический факультет МГУ, окончил его с отличием в 1951 году.
С 1951 по 1956 годы — работал в институте «Гидропроект», учась одновременно в заочной аспирантуре Института кристаллографии АН СССР у академика А. В. Шубникова.
В 1956 году — перешел в Институт кристаллографии (в настоящее время — Институт кристаллографии имени А. В. Шубникова РАН).
В 1961 году — защитил кандидатскую, а в 1971 году — докторскую диссертации.
В 1972 году — создал и в течение 20 лет возглавлял лабораторию фазовых переходов.
Лев Александрович Шувалов умер 6 декабря 2004 года.

## Научная деятельность
Специалист в области кристаллографии.
Автор более 700 научных работ и 20 изобретений.
В период с 1956 по 1974 годы — выполнил основополагающие работы, сыгравшие определяющую роль в становлении симметрийного подхода к описанию кристаллографии и кристаллофизики сегнетоэлектриков. В это же время им проведены первые исследования импульсного переключения сегнетоэлектриков, имевшие важное значение для оценки перспектив их использования в запоминающих устройствах. Провел работы по установлению общих закономерностей доменной структуры сегнетоэлектриков и её влияния на макроскопические свойства таких кристаллов, создание кристаллофизической классификации сегнетоэлектриков — все они вошли в монографии и учебники.
Важнейшим результатом двух последних десятилетий стало открытие и всестороннее исследование нового класса кристаллов с суперионной проводимостью (суперпротонных проводников) — ряда семейств щелочных гидросульфатов и гидроселенатов, а также соединений с квазидвумерным протонным стеклоподобным состоянием. Это был один из первых примеров создания и эффективной работы неформального научного коллектива.
Под его руководством подготовлено более 35 кандидатов и восемь докторов наук.
Являлся заместителем председателя секции «Физика сегнетоэлектриков и диэлектриков» Научного совета по Физике конденсированных сред РАН; главным редактором журнала «Кристаллография»; одним из организаторов национальных конференций по сегнетоэлектричеству; инициатором и председателем оргкомитетов всех национальных семинаров по сегнетоэластикам.
Являлся бессменным членом международных и европейских совещательных комитетов по сегнетоэлектричеству, являлся членом редколлегий международных журналов «Ferroelectrics», «Ferroelectrics Letters», «Zeitschrift fur Kristallographie», «Crystallography Reviews», «Condensed Matter News».

## Награды
- Орден Красной Звезды
- Медаль «За отвагу»
- Государственная премия СССР в области науки и техники (в составе группы, за 1975 год) — за цикл работ по кристаллографии и кристаллохимии сегнетоэлектриков
- Премия имени Е. С. Фёдорова (совместно с В. Л. Инденбомом, за 1994 год) — за цикл работ по теории симметрии, фазовым переходам, сегнетоэлектрическим и родственным материалам